# Macierz Szkolna w Republice Czeskiej
Macierz Szkolna w Republice Czeskiej (początkowo: Macierz Szkolna Księstwa Cieszyńskiego w obrębie Republiki Czechosłowackiej) – odłam pierwotnej Macierzy Ziemi Cieszyńskiej utworzony przez tych członków, którzy po podziale Śląska Cieszyńskiego zostali po czeskiej stronie Olzy. Celem organizacji było utrzymanie polskich szkół na terenie Czech. Jej pierwszym właściwym prezesem został Wacław Olszak.

## Macierz Szkolna w Czechosłowacji
W sierpniu 1920 postanowiono z członków Macierzy Szkolnej dla Księstwa Cieszyńskiego mieszkających za Olzą utworzyć prowizoryczny Zarząd Główny Macierzy Szkolnej po stronie czeskiej. Prezesem prowizorycznym został Ignacy Domagalski, a do zarządu weszli m.in. Leon Wolf i Jan Górniak . Zarząd miał za zadanie opracować statut nowego towarzystwa i uzyskać jego zatwierdzenie przez władze czechosłowackie. Właściwą działalność towarzystwo zaczęło dopiero po pierwszym walnym zgromadzeniu 13 listopada 1921, na którym prezesem wybrano powszechnie znanego lekarza, Wacława Olszaka, a jego zastępcą Piotra Feliksa, dyrektora – wówczas zawieszonego – gimnazjum orłowskiego. Pierwotna nazwa organizacji brzmiała Macierz Szkolna Księstwa Cieszyńskiego w obrębie Republiki Czechosłowackiej . Po podziale Śląska Cieszyńskiego na polską i czeską część wielu Polaków z czeskiej strony wyemigrowało do Polski, co skutkowało zamykaniem polskich szkół i koniecznością uczęszczania pozostałych polskich dzieci do czeskich szkół. Macierz postanowiła zakładać nowe polskie szkoły i przedszkola. Odnowiono działalność m.in. Polskiego Gimnazjum im. Juliusza Słowackiego w Orłowej i utworzono polskie klasy w Państwowym Seminarium Nauczycielskim w Śląskiej Ostrawie. Ponadto Macierz przyczyniła się do utrzymania Harcerstwa Polskiego w Czechosłowacji, a także utworzenia Związku Polskich Chórów w Czechosłowacji i Sekcji Akademickiej „Jedność”.
II wojna światowa i jej konsekwencje zadały Macierzy silne ciosy. Zginęli Wacław Olszak i Piotr Feliks, a także wielu innych zasłużonych członków. Po 1945 Zaolzie zostało ponownie przyłączone do Czechosłowacji, wszystkie szkoły upaństwowione, a działalność jakichkolwiek polskich organizacji była nielegalna. Próba wznowienia działalności Macierzy podjęta przez Jana Ofioka w 1945 została odrzucona przez rząd z uzasadnieniem, że Macierz rozwijała działalność przeciwko państwu czechosłowackiemu i „przyczyniła się do jego rozbicia”. W 1946 majątek Macierzy został upaństwowiony, a budynki dawnych szkół polskich przeznaczono dla szkół czeskich albo wynajmowano jako mieszkania. W 1947 weszła w życie umowa pomiędzy Pragą i Warszawą o pomocy i przyjaźni wzajemnej , która m.in. zezwalała na utworzenie kilku zupełnie nowych organizacji polskich o charakterze kulturalnym, oświatowym i sportowym na terenie Czech. Na tej podstawie zostały powołane dwie nowe organizacje: Polski Związek Kulturalno-Oświatowy oraz Stowarzyszenie Młodzieży Polskiej .

## Macierz Szkolna w Republice Czeskiej
Po przewrocie w 1989 można było wreszcie mówić o sytuacji w szkolnictwie. Idea powrotu do Macierzy Szkolnej narodziła się w gronie powstającego właśnie Kongresu Polaków, którego zamiarem było reprezentowanie odradzających się organizacji polskich. Dzięki staraniom Tadeusza Wantuły, Danuty Brannej i Władysława Jośka pomysł ten został zrealizowany  . Myśl ta została przyjęta pozytywnie przez rodziców i grono pedagogiczne w Jabłonkowie, a także rodziców skupionych przy Stowarzyszeniu Rodziców i Przyjaciół Szkoły (SRPS) w Czeskim Cieszynie. W trakcie kampanii trwającej cały rok 1990 udało się na uzyskać poparcie wszystkich 35 kół SRPS na Zaolziu. Decydujące było spotkanie dyrektorów polskich szkół i przedszkoli oraz przedstawicieli SRPS w budynku Polskiego Gimnazjum imienia Juliusza Słowackiego 30 listopada 1990. Tę datę uważała się za moment powstania obecnej Macierzy Szkolnej . 17 stycznia 1991 po zatwierdzeniu Macierzy przez ministerstwo odbyło się pierwsze walne zgromadzenie reaktywowanej Macierzy Szkolnej w Czechosłowacji, na którym wybrany został zarząd główny składający się z 11 członków, na czele z prezesem Władysławem Jośkiem i Janem Brannym jako jego zastępcą. W tych czasach organizację zaczęło wspierać Ministerstwo Edukacji Narodowej oraz Stowarzyszenie „Wspólnota Polska”. Za pierwsze dary zakupiono polskie podręczniki, mapy, komputery, radia i telewizory do polskich placówek. Działalność Macierzy w dalszych latach polegała przede wszystkim na zapobieganiu zamykania i łączenia szkół oraz na zabieganiu o restytucję skonfiskowanych majątków macierzowych. Za zasługi w tej sferze wyrażono wdzięczność prezesowi Stowarzyszenia „Wspólnota Polska” Andrzejowi Stelmachowskiemu, którego uznano honorowym prezesem Macierzy .
Jednym z ostatnich życzeń Władysława Jośka przed śmiercią było wychowywanie młodzieży w duchu patriotyzmu. Miało to zapewnić rozszerzenie Macierzy Szkolnej poza sektor pozaszkolny, co udało się dzięki wysiłkom i bezinteresowności rodziców. Corocznie we wszystkich przedszkolach i szkołach odbywają się imprezy, które stały się nieodłączną częścią życia kulturalnego i towarzyskiego. Rodzice pracujący w wolnym czasie w kołach Macierzy Szkolnej organizują festyny, bale, baliki i zawody sportowe, odbywają się także Festiwal Piosenki Dziecięcej, turnieje w piłce nożnej czy wyścigi kolarskie na Baginiec .
W 1994 pogorszył się stan zdrowotny Władysława Jośka i prezesem Macierzy został Jan Branny. Nowy prezes podjął decyzję o utworzeniu przedszkola w Mistrzowicach w pomieszczeniach dawnego przedszkola ewangelickiego. Przedszkole prowadzone było jako prywatne, finansowane przez Macierz. W 1996 Macierz przyjęto do Europejskiej Unii Wspólnot Polonijnych, gdzie do rady prezesów nominowany został Jan Branny (prezesem był do 2016). Po 3 latach działalności przedszkole zamknięto z powodu braku środków finansowych i nalegań ewangelików do zwrócenia ich dawnej własności .
Kolejnym przedsięwzięciem była stara, nieczynna już szkoła na Bagińcu. Została ona odkupiona przez zamieszkałego w Szwajcarii Jana Pyszkę i zaoferowana przez niego do wykorzystywania przez Macierz Szkolną. Od roku 1994 na lat trzydzieści Macierz zobowiązała się utrzymywać budynek i przyległy areał na użytek zaolziańskiej młodzieży. W tym czasie wyszedł także pierwszy numer „Kwartalnika Macierzy”, pisma redagowanego przez Oskara Lanca i Jana Brannego. Szkoła służyła jako baza harcerska, ośrodek sportów zimowych i jako tzw. zielona szkoła . Z powodu wysokich wymagań ekologicznych i ochronnych o mało nie doprowadzono obiektu do ruiny. Udało się nawet wybudować własną oczyszczalnię ścieków, a pieniądze z różnych akcji odbywających się w szkole były przeznaczane na utrzymanie i renowację budynku. W 2000 Jan Pyszko uczynił Macierz Szkolną głównym właścicielem budynku, aby mogła ona otrzymywać pomoc finansową. Pod koniec 2000 z powodów zdrowotnych z funkcji prezesa zrezygnował Jan Branny, a jego następcą został wybrany Janusz Cisielski. W 2002 budynek, jako nieodpowiadający normom sanitarnym, został zamknięty i od tego czasu niszczał. W 2007 Jan Pyszko przepisał na rzecz Macierzy tereny wokół budynku .

### Prezesi Macierzy Szkolnej w Republice Czeskiej (od 1990)[14]
| Lata urzędowania | Imię i nazwisko  |
| ---------------- | ---------------- |
| 1991–1993        | Władysław Josiek |
| 1993–2000        | Jan Branny       |
| 2000–2001        | Janusz Cisielski |
| 2001–2005        | Jan Branny       |
| 2005–2007        | Józef Krygel     |
| 2007–2011        | Jan Branny       |
| 2011–2017        | Andrzej Russ     |
| od 2017          | Tadeusz Smugała  |